# Flagelliphantes yunxia
Espèce
Flagelliphantes yunxia est une espèce d'araignées aranéomorphes de la famille des Linyphiidae.

## Distribution
Cette espèce est endémique du Jilin en Chine,. Elle se rencontre dans le district d'Erdaojiang dans la grotte Yunxia.

## Description
Le mâle holotype mesure 1,84 mm et la femelle paratype 2,23 mm.

## Systématique et taxinomie
Cette espèce a été décrite par Yao et Irfan en 2023.

## Publication originale
- Yang, Yao, Irfan & He, 2023 : « A newly recorded genus with description of a new cave-dwelling species of Flagelliphantes (Araneae, Linyphiidae) from northeastern China. » Biodiversity Data Journal, vol. 11, no e105488, p. 1-7 (texte intégral).